# Agrostis meyenii
Agrostis meyenii é uma espécie de gramínea do gênero Agrostis, pertencente à família Poaceae.